# 페르미 상호작용

원자핵에서의 베타 붕괴 (동반하는 반중성미자는 생략됨).
내부 그림은 자유 중성자의 베타 붕괴를 보여준다. 두 과정 모두 가상 보손 (이후 전자와 반중성미자로 붕괴됨)의 중간 방출은 표시되지 않았다.

입자물리학에서 페르미 상호작용(영어: Fermi's interaction, 또한 베타 붕괴의 페르미 이론(영어: Fermi theory of beta decay) 또는 페르미 4-페르미온 상호작용(영어: Fermi four-fermion interaction))은 1933년 엔리코 페르미가 제안한 베타 붕괴에 대한 설명이다. 이 이론은 네 개의 페르미온이 직접적으로 서로 상호작용한다고 가정한다(관련 파인만 도형의 한 꼭짓점에서). 이 상호작용은 중성자가 전자, 중성미자 (나중에는 반중성미자로 밝혀짐) 및 양성자와 직접 결합하여 베타 붕괴를 설명한다.
페르미는 1933년 베타 붕괴에 대한 설명에서 이 결합을 처음 도입했다. 페르미 상호작용은 양성자-중성자와 전자-반중성미자 간의 상호작용이 가상의 W− 보손에 의해 매개되는 약한 상호작용 이론의 선구자이며, 페르미 이론은 이의 저에너지 유효 이론이다.
요르단과 함께 요르단-위그너 변환을 도입한 유진 위그너에 따르면, 페르미의 베타 붕괴 논문은 물리학 역사에 대한 그의 주요 공헌이었다.

## 초기 거부 및 후속 출판의 역사
페르미는 처음에 그의 "시론적" 베타 붕괴 이론을 유명한 과학 저널인 네이처에 제출했지만 "독자에게 흥미롭기에는 현실과 너무 동떨어진 추측을 포함하고 있다"는 이유로 거부당했다. 네이처가 나중에 그 거부가 역사상 가장 큰 편집상의 실수 중 하나임을 인정했다고 주장되어 왔지만, 페르미의 전기작가 데이비드 N. 슈워츠(David N. Schwartz)는 이것이 증명되지 않았고 가능성도 낮다고 반박했다. 그 후 페르미는 수정된 논문 버전을 이탈리아어 및 독일어 출판물에 제출했고, 이들 출판물은 1933년과 1934년에 해당 언어로 논문을 수락하고 출판했다. 해당 논문은 그 당시 영어로 된 주요 출판물에 실리지 않았다. 선구적인 논문의 영어 번역본은 1968년 American Journal of Physics에 출판되었다.
페르미는 논문의 초기 거부에 매우 난처해 이론물리학에서 잠시 쉬고 실험물리학만 하기로 결정했다. 이것은 곧 느린 중성자를 이용한 핵 활성화에 대한 그의 유명한 연구로 이어질 것이다.

## "시론"

### 정의
이 이론은 세 가지 유형의 입자를 다루는데, 이들은 직접 상호작용한다고 가정된다: 처음에는 "중성자 상태"의 "무거운 입자" ({\displaystyle \rho =+1})가 전자와 중성미자를 방출하며 "양성자 상태" ({\displaystyle \rho =-1})로 전이된다.

#### 전자 상태
{\displaystyle \psi =\sum _{s}\psi _{s}a_{s},}
여기서 {\displaystyle \psi }는 단일 전자 파동 함수이고, {\displaystyle \psi _{s}}는 그 정상 상태이다.
{\displaystyle a_{s}}는 상태 {\displaystyle s}에 있는 전자를 소멸시키는 연산자이며, 포크 공간에서 다음과 같이 작용한다.
{\displaystyle a_{s}\Psi (N_{1},N_{2},\ldots ,N_{s},\ldots )=(-1)^{N_{1}+N_{2}+\cdots +N_{s}-1}(1-N_{s})\Psi (N_{1},N_{2},\ldots ,1-N_{s},\ldots ).}
{\displaystyle a_{s}^{*}}는 전자 상태 {\displaystyle s}에 대한 생성 연산자이다.
{\displaystyle a_{s}^{*}\Psi (N_{1},N_{2},\ldots ,N_{s},\ldots )=(-1)^{N_{1}+N_{2}+\cdots +N_{s}-1}N_{s}\Psi (N_{1},N_{2},\ldots ,1-N_{s},\ldots ).}

#### 중성미자 상태
마찬가지로,
{\displaystyle \phi =\sum _{\sigma }\phi _{\sigma }b_{\sigma },}
여기서 {\displaystyle \phi }는 단일 중성미자 파동 함수이고, {\displaystyle \phi _{\sigma }}는 그 정상 상태이다.
{\displaystyle b_{\sigma }}는 상태 {\displaystyle \sigma }에 있는 중성미자를 소멸시키는 연산자이며, 포크 공간에서 다음과 같이 작용한다.
{\displaystyle b_{\sigma }\Phi (M_{1},M_{2},\ldots ,M_{\sigma },\ldots )=(-1)^{M_{1}+M_{2}+\cdots +M_{\sigma }-1}(1-M_{\sigma })\Phi (M_{1},M_{2},\ldots ,1-M_{\sigma },\ldots ).}
{\displaystyle b_{\sigma }^{*}}는 중성미자 상태 {\displaystyle \sigma }에 대한 생성 연산자이다.

#### 무거운 입자 상태
{\displaystyle \rho }는 하이젠베르크가 도입한 연산자(나중에 아이소스핀으로 일반화됨)로, 무거운 입자 상태에 작용하며, 입자가 중성자일 때 +1, 양성자일 때 −1의 고유값을 가진다. 따라서 무거운 입자 상태는 두 행짜리 열 벡터로 표현되며,
{\displaystyle {\begin{pmatrix}1\\0\end{pmatrix}}}
은 중성자를 나타내고,
{\displaystyle {\begin{pmatrix}0\\1\end{pmatrix}}}
은 양성자를 나타낸다 ({\displaystyle \rho }가 일반적인 {\displaystyle \sigma _{z}} 스핀 행렬인 표현에서).
무거운 입자를 양성자에서 중성자로, 또는 그 반대로 바꾸는 연산자는 각각 다음과 같이 표현된다.
{\displaystyle Q=\sigma _{x}-i\sigma _{y}={\begin{pmatrix}0&1\\0&0\end{pmatrix}}}
그리고
{\displaystyle Q^{*}=\sigma _{x}+i\sigma _{y}={\begin{pmatrix}0&0\\1&0\end{pmatrix}}.}
{\displaystyle u_{n}}과 {\displaystyle v_{n}}은 각각 상태 {\displaystyle n}에서 중성자 또는 양성자에 대한 고유 함수이다.

### 해밀토니안
해밀토니안은 세 부분으로 구성된다: 자유 무거운 입자의 에너지를 나타내는 {\displaystyle H_{\text{h.p.}}}, 자유 가벼운 입자의 에너지를 나타내는 {\displaystyle H_{\text{l.p.}}}, 그리고 상호작용 {\displaystyle H_{\text{int.}}}을 나타내는 부분.
{\displaystyle H_{\text{h.p.}}={\frac {1}{2}}(1+\rho )N+{\frac {1}{2}}(1-\rho )P,}
여기서 {\displaystyle N}과 {\displaystyle P}는 각각 중성자와 양성자의 에너지 연산자이므로, {\displaystyle \rho =1}이면 {\displaystyle H_{\text{h.p.}}=N}이고, {\displaystyle \rho =-1}이면 {\displaystyle H_{\text{h.p.}}=P}이다.
{\displaystyle H_{\text{l.p.}}=\sum _{s}H_{s}N_{s}+\sum _{\sigma }K_{\sigma }M_{\sigma },}
여기서 {\displaystyle H_{s}}는 핵의 쿨롱 장에서 {\displaystyle s^{\text{th}}} 상태에 있는 전자의 에너지이고, {\displaystyle N_{s}}는 그 상태에 있는 전자의 수이다; {\displaystyle M_{\sigma }}는 {\displaystyle \sigma ^{\text{th}}} 상태에 있는 중성미자의 수이고, {\displaystyle K_{\sigma }}는 그러한 각 중성미자의 에너지이다 (자유로운 평면파 상태에 있다고 가정).
상호작용 부분은 양성자가 전자와 중성미자 (현재는 반중성미자로 알려짐)의 방출과 함께 중성자로 변환되는 항과 그 역과정에 대한 항을 포함해야 한다; 전자와 양성자 사이의 쿨롱 힘은 {\displaystyle \beta }-붕괴 과정과 관련이 없으므로 무시된다.
페르미는 {\displaystyle H_{\text{int.}}}에 대해 두 가지 가능한 값을 제안한다: 첫째, 스핀을 무시한 비상대론적 버전:
{\displaystyle H_{\text{int.}}=g\left[Q\psi (x)\phi (x)+Q^{*}\psi ^{*}(x)\phi ^{*}(x)\right],}
그리고 나중에 가벼운 입자가 4성분 디랙 장이지만 무거운 입자의 속도가 {\displaystyle c}에 비해 작고 전자기 벡터 포텐셜과 유사한 상호작용 항을 무시할 수 있다고 가정한 버전:
{\displaystyle H_{\text{int.}}=g\left[Q{\tilde {\psi }}^{*}\delta \phi +Q^{*}{\tilde {\psi }}\delta \phi ^{*}\right],}
여기서 {\displaystyle \psi }와 {\displaystyle \phi }는 이제 4성분 디랙 스피너이고, {\displaystyle {\tilde {\psi }}}는 {\displaystyle \psi }의 에르미트 켤레를 나타내며, {\displaystyle \delta }는 다음 행렬이다.
{\displaystyle {\begin{pmatrix}0&-1&0&0\\1&0&0&0\\0&0&0&1\\0&0&-1&0\end{pmatrix}}.}

### 행렬 원소
시스템의 상태는 튜플 {\displaystyle \rho ,n,N_{1},N_{2},\ldots ,M_{1},M_{2},\ldots ,} 로 주어진다. 여기서 {\displaystyle \rho =\pm 1}은 무거운 입자가 중성자인지 양성자인지를 지정하고, {\displaystyle n}은 무거운 입자의 양자 상태이며, {\displaystyle N_{s}}는 상태 {\displaystyle s}의 전자의 수이고 {\displaystyle M_{\sigma }}는 상태 {\displaystyle \sigma }의 중성미자의 수이다.
{\displaystyle H_{\text{int.}}}의 상대론적 버전을 사용하여 페르미는 상태 {\displaystyle n}에 있는 중성자와 상태 {\displaystyle s}에 전자, 상태 {\displaystyle \sigma }에 중성미자가 없는 상태와 상태 {\displaystyle m}에 있는 양성자와 상태 {\displaystyle s}와 {\displaystyle \sigma }에 전자와 중성미자가 있는 상태 사이의 행렬 원소를 다음과 같이 나타낸다.
{\displaystyle H_{\rho =-1,m,N_{s}=1,M_{\sigma }=1}^{\rho =1,n,N_{s}=0,M_{\sigma }=0}=\pm g\int v_{m}^{*}u_{n}{\tilde {\psi }}_{s}\delta \phi _{\sigma }^{*}d\tau ,}
여기서 적분은 무거운 입자의 전체 구성 공간 (단, {\displaystyle \rho } 제외)에 걸쳐 이루어진다. {\displaystyle \pm }는 가벼운 입자의 총 개수가 홀수(−)인지 짝수(+)인지에 따라 결정된다.

### 전이 확률
일반적인 양자 섭동 이론에 따라 상태 {\displaystyle n}에 있는 중성자의 수명을 계산하려면 위 행렬 원소를 모든 비어 있는 전자 및 중성미자 상태에 대해 합산해야 한다. 이는 전자 및 중성미자 고유 함수 {\displaystyle \psi _{s}} 및 {\displaystyle \phi _{\sigma }}가 핵 내에서 일정하다고 가정함으로써 단순화된다 (즉, 그들의 콤프턴 파장이 핵의 크기보다 훨씬 크다). 이는 다음으로 이어진다.
{\displaystyle H_{\rho =-1,m,N_{s}=1,M_{\sigma }=1}^{\rho =1,n,N_{s}=0,M_{\sigma }=0}=\pm g{\tilde {\psi }}_{s}\delta \phi _{\sigma }^{*}\int v_{m}^{*}u_{n}d\tau ,}
여기서 {\displaystyle \psi _{s}}와 {\displaystyle \phi _{\sigma }}는 이제 핵의 위치에서 평가된다.
페르미 황금률틀:Elucidate에 따르면 이 전이의 확률은 다음과 같다.
{\displaystyle {\begin{aligned}\left|a_{\rho =-1,m,N_{s}=1,M_{\sigma }=1}^{\rho =1,n,N_{s}=0,M_{\sigma }=0}\right|^{2}&=\left|H_{\rho =-1,m,N_{s}=1,M_{\sigma }=1}^{\rho =1,n,N_{s}=0,M_{\sigma }=0}\times {\frac {\exp {{\frac {2\pi i}{h}}(-W+H_{s}+K_{\sigma })t}-1}{-W+H_{s}+K_{\sigma }}}\right|^{2}\\&=4\left|H_{\rho =-1,m,N_{s}=1,M_{\sigma }=1}^{\rho =1,n,N_{s}=0,M_{\sigma }=0}\right|^{2}\times {\frac {\sin ^{2}\left({\frac {\pi t}{h}}(-W+H_{s}+K_{\sigma })\right)}{(-W+H_{s}+K_{\sigma })^{2}}},\end{aligned}}}
여기서 {\displaystyle W}는 양성자와 중성자 상태의 에너지 차이이다.
모든 양에너지 중성미자 스핀/운동량 방향에 대해 평균을 내면 ({\displaystyle \Omega ^{-1}}는 중성미자 상태의 밀도이며, 최종적으로 무한대로 간주된다), 다음을 얻는다.
{\displaystyle \left\langle \left|H_{\rho =-1,m,N_{s}=1,M_{\sigma }=1}^{\rho =1,n,N_{s}=0,M_{\sigma }=0}\right|^{2}\right\rangle _{\text{avg}}={\frac {g^{2}}{4\Omega }}\left|\int v_{m}^{*}u_{n}d\tau \right|^{2}\left({\tilde {\psi }}_{s}\psi _{s}-{\frac {\mu c^{2}}{K_{\sigma }}}{\tilde {\psi }}_{s}\beta \psi _{s}\right),}
여기서 {\displaystyle \mu }는 중성미자의 정지 질량이고 {\displaystyle \beta }는 디랙 행렬이다.
전이 확률이 {\displaystyle -W+H_{s}+K_{\sigma }=0}인 {\displaystyle p_{\sigma }} 값에서 날카로운 최대값을 가짐을 유의하면, 이는 다음으로 단순화된다.틀:Elucidate
{\displaystyle t{\frac {8\pi ^{3}g^{2}}{h^{4}}}\times \left|\int v_{m}^{*}u_{n}d\tau \right|^{2}{\frac {p_{\sigma }^{2}}{v_{\sigma }}}\left({\tilde {\psi }}_{s}\psi _{s}-{\frac {\mu c^{2}}{K_{\sigma }}}{\tilde {\psi }}_{s}\beta \psi _{s}\right),}
여기서 {\displaystyle p_{\sigma }}와 {\displaystyle K_{\sigma }}는 {\displaystyle -W+H_{s}+K_{\sigma }=0}을 만족하는 값이다.
페르미는 이 함수에 대해 세 가지 언급을 한다:
- 중성미자 상태는 자유로운 것으로 간주되므로, {\displaystyle K_{\sigma }>\mu c^{2}}이며 따라서 연속적인 {\displaystyle \beta }-스펙트럼의 상한은 {\displaystyle H_{s}\leq W-\mu c^{2}}이다.
- 전자의 경우 {\displaystyle H_{s}>mc^{2}}이므로 {\displaystyle \beta }-붕괴가 일어나기 위해서는 양성자-중성자 에너지 차이가 {\displaystyle W\geq (m+\mu )c^{2}}이어야 한다.
- 전이 확률에서 다음 인자는

{\displaystyle Q_{mn}^{*}=\int v_{m}^{*}u_{n}d\tau }
정상적으로는 크기가 1이지만, 특수한 상황에서는 0이 된다. 이는 {\displaystyle \beta }-붕괴에 대한 (근사적인) 선택 규칙으로 이어진다.

### 금지된 전이
위에서 언급했듯이, 무거운 입자 상태 {\displaystyle u_{n}}과 {\displaystyle v_{m}} 사이의 내적 {\displaystyle Q_{mn}^{*}}가 사라질 때, 해당 전이는 "금지"된다 (또는 오히려 1에 가까운 경우보다 훨씬 덜 가능성이 높다).
양성자와 중성자의 개별 양자 상태로 핵을 기술하는 것이 좋은 근사값이라면, {\displaystyle Q_{mn}^{*}}는 중성자 상태 {\displaystyle u_{n}}과 양성자 상태 {\displaystyle v_{m}}이 동일한 각운동량을 갖지 않는 한 사라진다; 그렇지 않으면 붕괴 전후 전체 핵의 총 각운동량이 사용되어야 한다.

## 영향
페르미의 논문이 발표된 직후, 베르너 하이젠베르크는 볼프강 파울리에게 보낸 편지에서 핵 내에서 중성미자와 전자의 방출 및 흡수가 2차 섭동 이론에서 양성자와 중성자 사이의 인력을 유도할 것이라고 언급했다. 이는 광자의 방출 및 흡수가 전자기력을 유도하는 방식과 유사하다. 그는 그 힘이 {\displaystyle {\frac {\text{Const.}}{r^{5}}}} 형태를 가질 것이라고 생각했지만, 당시 실험 데이터는 백만 배나 너무 작은 값을 나타냈다고 지적했다.
이듬해 유카와 히데키는 이 아이디어를 받아들였지만, 그의 이론에서는 중성미자와 전자가 새로운 가상의 전자의 약 200배 더 무거운 정지 질량을 가진 입자로 대체되었다.

## 후속 발전
페르미의 4-페르미온 이론은 약한 상호작용을 놀랍도록 잘 설명한다. 그러나 계산된 단면적 (상호작용 확률에 공통 상호작용 면적을 곱한 값)은 에너지의 제곱에 비례하여 증가한다. {\displaystyle \sigma \approx G_{\rm {F}}^{2}E^{2}}. 이 단면적은 무한히 증가하므로, 이 이론은 약 100GeV보다 훨씬 높은 에너지에서는 유효하지 않다. 여기서 GF는 상호작용의 세기를 나타내는 페르미 상수이다. 이는 결국 사 페르미온 접촉 상호작용을 더 완전한 이론 (UV 완성)으로 대체하게 했다. 즉, 전기·약 작용에서 설명된 바와 같이 W 또는 Z 보손의 교환으로 대체되었다.

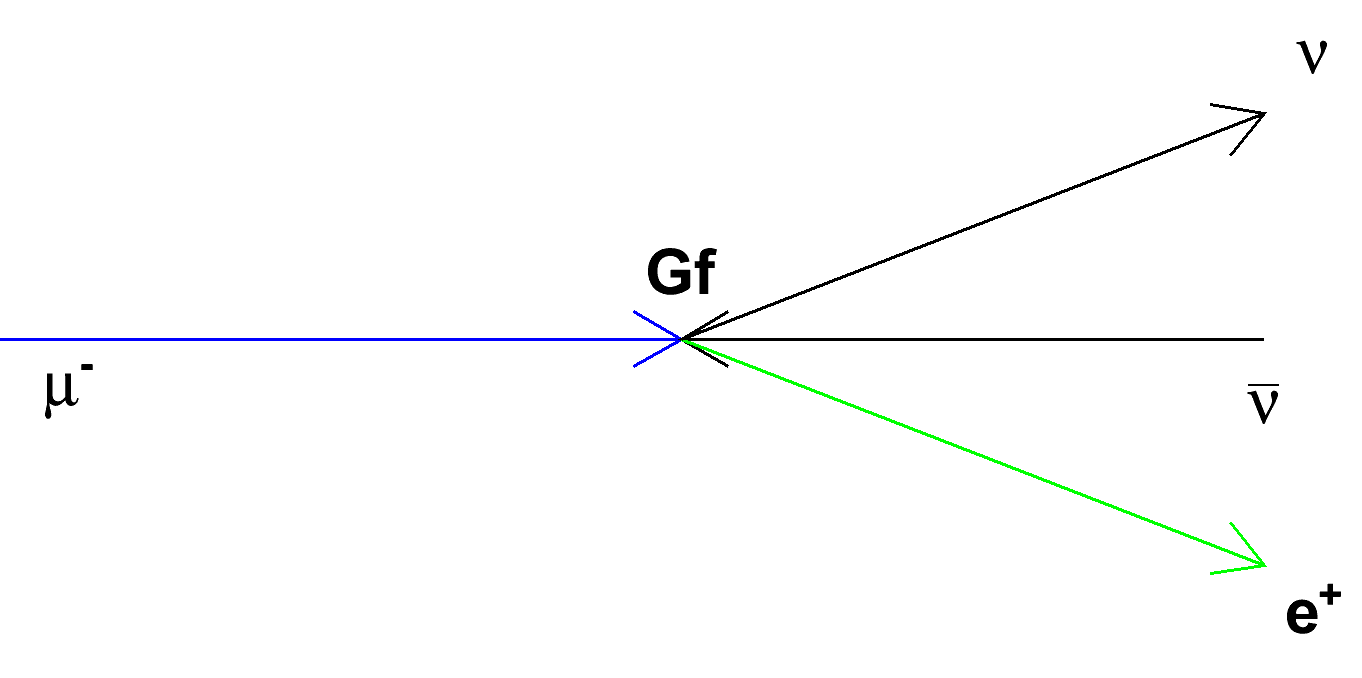
4점 페르미온 벡터 전류를 보여주는 페르미 상호작용, 페르미 결합 상수 로 결합됨. 페르미 이론은 β 붕괴의 핵 붕괴율을 설명하려는 최초의 이론적 시도였다.

이 상호작용은 뮤온, 전자 반중성미자, 뮤온 중성미자 및 전자의 결합을 통해 동일한 기본적인 상호작용 강도로 뮤온 붕괴를 설명할 수도 있었다. 이 가설은 게르슈타인(Gershtein)과 젤도비치에 의해 제시되었으며 벡터 전류 보존 가설로 알려져 있다.
원래 이론에서 페르미는 상호작용 형태가 두 벡터 전류의 접촉 결합이라고 가정했다. 나중에 리정다오와 양전닝은 축방향, 패리티 위반 전류의 출현을 막을 수 있는 것이 없다고 지적했으며, 이는 우젠슝이 수행한 실험에 의해 확인되었다.
페르미 상호작용에 패리티 위반을 포함하는 것은 조지 가모프와 에드워드 텔러가 소위 가모프-텔러 전이에서 수행했는데, 이는 페르미 상호작용을 각각 반평행 및 평행한 전자 및 중성미자 스핀 상태 측면에서 패리티 위반 "허용된" 붕괴와 패리티 보존 "초허용된" 붕괴로 설명했다. 전기·약 작용과 표준 모형의 출현 이전에 조지 수다르샨과 로버트 마샥, 그리고 독립적으로 리처드 파인만과 머리 겔만은 사 페르미온 상호작용의 올바른 텐서 구조 (벡터 마이너스 축 벡터, V − A)를 결정할 수 있었다.

## 페르미 상수
페르미 상수의 가장 정확한 실험적 결정은 뮤온 수명 측정에서 나오는데, 이는 GF의 제곱에 반비례한다 (뮤온 질량을 W 보손 질량에 비해 무시할 때). 현대 용어로 "환산 페르미 상수", 즉 자연 단위의 상수는
{\displaystyle G_{\rm {F}}^{0}={\frac {G_{\rm {F}}}{(\hbar c)^{3}}}={\frac {\sqrt {2}}{8}}{\frac {g^{2}}{M_{\rm {W}}^{2}c^{4}}}=1.1663787(6)\times 10^{-5}\;{\textrm {GeV}}^{-2}\approx 4.5437957\times 10^{14}\;{\textrm {J}}^{-2}\ .}
여기서 g는 약한 상호작용의 결합 상수이고, MW는 문제의 붕괴를 매개하는 W보손의 질량이다.
표준 모형에서 페르미 상수는 힉스 진공 기댓값과 관련이 있다.
{\displaystyle v=\left({\sqrt {2}}\,G_{\rm {F}}^{0}\right)^{-1/2}\simeq 246.22\;{\textrm {GeV}}}.
더 직접적으로, 근사적으로 (표준 모델의 트리 수준에서),
{\displaystyle G_{\rm {F}}^{0}\simeq {\frac {\pi \alpha }{{\sqrt {2}}~M_{\rm {W}}^{2}(1-M_{\rm {W}}^{2}/M_{\rm {Z}}^{2})}}.}
이것은 W와 Z보손과 {\displaystyle M_{\text{Z}}={\frac {M_{\text{W}}}{\cos \theta _{\text{W}}}}}의 관계를 사용하여 와인버그 각으로 더 단순화될 수 있다. 따라서
{\displaystyle G_{\rm {F}}^{0}\simeq {\frac {\pi \alpha }{{\sqrt {2}}~M_{\rm {Z}}^{2}\cos ^{2}\theta _{\rm {W}}\sin ^{2}\theta _{\rm {W}}}}.}